# Westfield (Sussex de l'Est)
Pour les articles homonymes, voir Westfield.
Westfield est une paroisse civile et un village du Sussex de l'Est, en Angleterre.